# Таконе (Матера)
Таконе (итал. Taccone) је насеље у Италији у округу Матера, региону Базиликата.
Према процени из 2011. у насељу је живело 34 становника. Насеље се налази на надморској висини од 256 м.